# Bedford County (Tennessee)
Das Bedford County ist ein County im US-amerikanischen Bundesstaat Tennessee. Das U.S. Census Bureau hat bei der Volkszählung 2020 eine Einwohnerzahl von 50.237 ermittelt. Der Verwaltungssitz (County Seat) ist Shelbyville.

## Geografie
Das County liegt im mittleren Süden von Tennessee, ist im Süden etwa 50 km von Alabama entfernt und hat eine Fläche von 1.230 Quadratkilometern, wovon drei Quadratkilometer Wasserfläche sind.
Der Duck River, der über den Tennessee River und den Ohio zum Stromgebiet des Mississippi gehört, durchfließt das gesamte County von Ost nach West.
An das Bedford County grenzen folgende Nachbarcountys:
|                 | Rutherford County |               |
| Marshall County |                   | Coffee County |
|                 | Lincoln County    | Moore County  |

## Geschichte
Das Bedford County wurde am 3. Dezember 1807 aus ehemaligen Teilen des Rutherford County gebildet. Benannt wurde es nach Thomas Bedford, einem Offizier im Amerikanischen Unabhängigkeitskrieg und Delegierten im Abgeordnetenhaus von Virginia, der 1795 nach Tennessee zog.

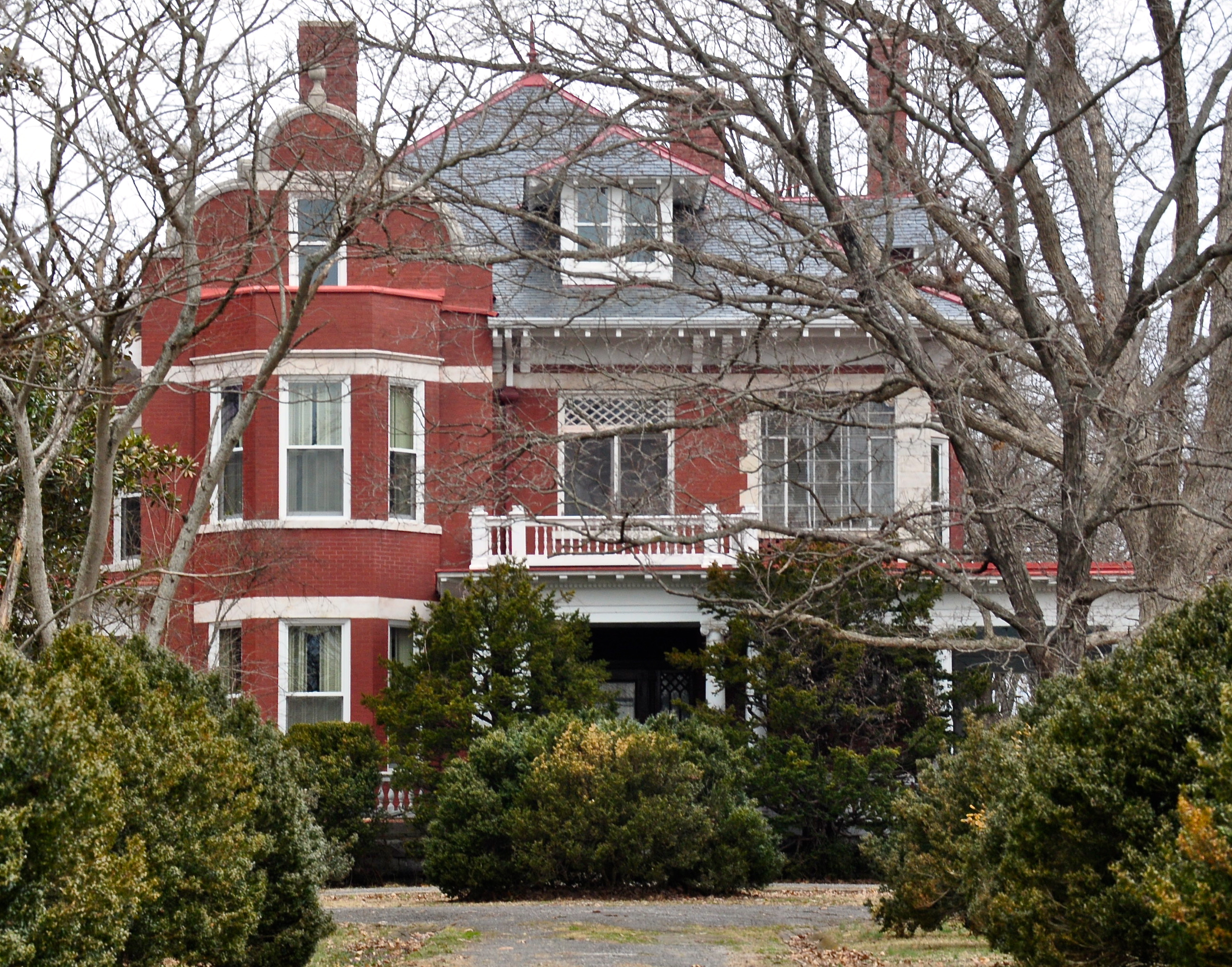
Das Gov. Prentice Cooper House ist einer von 31 Einträgen des Countys im NRHP.

31 Bauwerke und Stätten des Countys sind im National Register of Historic Places (NRHP) eingetragen (Stand 9. August 2018).

## Bevölkerung
Nach der Volkszählung im Jahr 2010 lebten im Bedford County 45.058 Menschen in 15.575 Haushalten. Die Bevölkerungsdichte betrug 36,7 Einwohner pro Quadratkilometer. In den 15.575 Haushalten lebten statistisch je 2,74 Personen.
Ethnisch betrachtet setzte sich die Bevölkerung zusammen aus 81,8 Prozent Weißen, 7,9 Prozent Afroamerikanern, 0,4 Prozent amerikanischen Ureinwohnern, 0,8 Prozent Asiaten sowie aus anderen ethnischen Gruppen; 2,1 Prozent stammten von zwei oder mehr Ethnien ab. Unabhängig von der ethnischen Zugehörigkeit waren 11,3 Prozent der Bevölkerung spanischer oder lateinamerikanischer Abstammung.
26,8 Prozent der Bevölkerung waren unter 18 Jahre alt, 60,3 Prozent waren zwischen 18 und 64 und 12,9 Prozent waren 65 Jahre oder älter. 50,4 Prozent der Bevölkerung war weiblich.

Das jährliche Durchschnittseinkommen eines Haushalts lag bei 39.042 USD. Das Prokopfeinkommen betrug 18.061 USD. 18,2 Prozent der Einwohner lebten unterhalb der Armutsgrenze.

## Orte im Bedford County
| City - Shelbyville | Towns - Bell Buckle - Normandy - Wartrace |

Census-designated place (CDP)
| - Unionville |

Unincorporated Communities
| - Branchville - Bottle Hollow - Cedar Grove - Cortner's Station - Fairfield - Fall Creek | - Flat Creek - Haley's Station - Hawthorne - Midway - Mount Harmond - Palmetto | - Pleasant Grove - Poplin's Crossroads - Raus - Richmond - Roseville - Rover |

## Gliederung
Das Bedford County ist in neun durchnummerierte Distrikte eingeteilt:
| Distrikt | Einwohner (2010) | FIPS     |
| -------- | ---------------- | -------- |
| 1        | 4891             | 47-90004 |
| 2        | 5090             | 47-90194 |
| 3        | 5287             | 47-90384 |
| 4        | 4589             | 47-90574 |
| 5        | 4605             | 47-90764 |
| 6        | 4594             | 47-90954 |
| 7        | 5455             | 47-91144 |
| 8        | 5039             | 47-91334 |
| 9        | 5508             | 47-91524 |